# Carga alostática

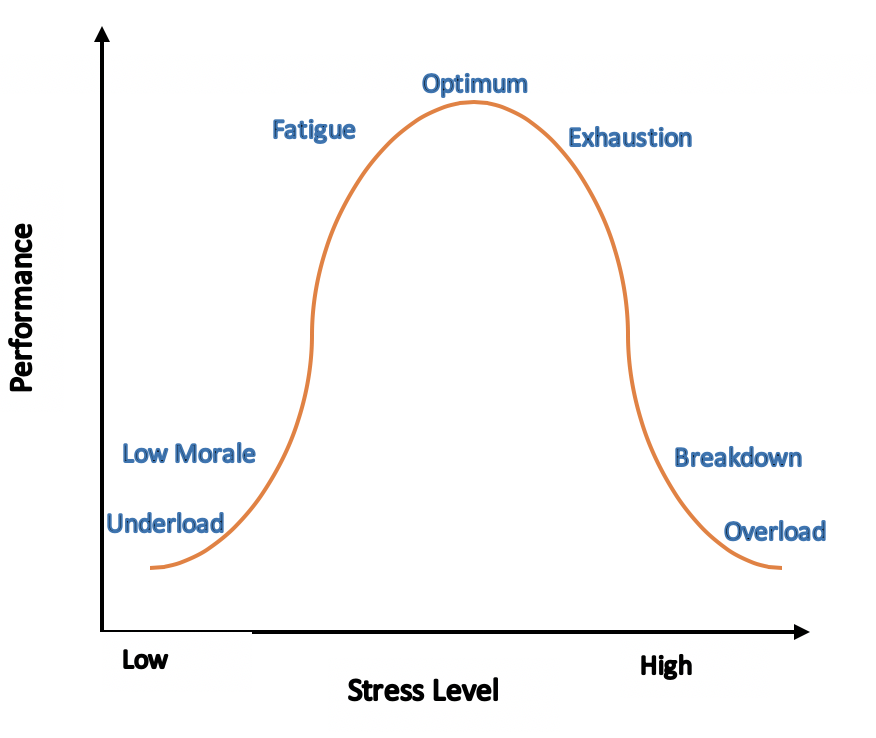
La gráfica representa el efecto del aumento del estrés en el rendimiento del cuerpo. Cuanto menores sean los niveles de estrés en el cuerpo, menos probable será que el modelo de carga alostática tenga un efecto significativo en el cerebro y la salud. Si bien, un aumento en los niveles de estrés resulta en un aumento del estrés en el cerebro y la salud de los individuos, haciendo más probable que el cuerpo tenga efectos significativos en la homeostasis y cause un colapso de los sistemas corporales.

La carga alostática, (o peso alostático) (en inglés Allostatic load) es "el desgaste por uso" del cuerpo, que se acumula cuando un individuo está expuesto a estrés repetido o crónico.  El término fue acuñado por Bruce McEwen y Eliot Stellar en 1993. Representa las consecuencias fisiológicas de la exposición crónica a una respuesta ya sea neuronal o bien neuroendocrina fluctuante o aumentada que resulta de un estrés crónico repetido o prolongado.

## Modelo regulatorio
La carga alostática  es parte de «el modelo regulador de la alostasis», donde la regulación predictiva o estabilización de las sensaciones internas en respuesta a estímulos, se le asigna al cerebro.  La alostasis se basa en la regulación de la homeostasis en el cuerpo para disminuir las consecuencias fisiológicas en el organismo.  La regulación predictiva se refiere a la capacidad del cerebro para anticipar las necesidades y prepararse para satisfacerlas antes de que surjan.
Parte de una regulación eficiente es la reducción de la incertidumbre. Los seres humanos son naturalmente reacios a las sorpresas; por eso, se esfuerzan constantemente por reducir la incertidumbre de los resultados futuros, y la alostasis lo permite al anticipar las necesidades y planificar cómo satisfacerlas con anticipación.  Pero hacer esto requiere una cantidad considerable de energía cerebral y, si no se logra resolver la incertidumbre, la situación puede volverse crónica y dar como resultado la acumulación de carga alostática.
El concepto de carga alostática establece que "las respuestas neuroendocrinas, cardiovasculares, neuroenergéticas y emocionales se activan de forma persistente, de modo que las turbulencias del flujo sanguíneo en las arterias coronarias y cerebrales, la presión arterial alta, la aterogénesis, la disfunción cognitiva y el estado de ánimo deprimido aceleran la progresión de la enfermedad".  Todos los efectos duraderos de las respuestas al estrés continuamente activadas se denominan carga alostática (Allostatic load). La carga alostática puede provocar alteraciones permanentes en la arquitectura cerebral y la fisiopatología sistémica.
La carga alostática minimiza la capacidad de un organismo para afrontar y reducir la incertidumbre en el futuro. 

## Tipos
McEwen y Wingfield proponen dos tipos de carga alostática con diferentes etiologías y consecuencias distintas:

La carga alostática tipo 1 ocurre cuando la demanda de energía excede la oferta, lo que resulta en la activación de la etapa de emergencia del historial de vida. Esto sirve para alejar al animal de las etapas normales de su historia de vida y llevarlo a un modo de supervivencia que disminuye la carga alostática y recuperar el equilibrio energético positivo. El ciclo de vida normal puede reanudarse cuando la perturbación haya pasado. Las situaciones típicas que terminan en alostasis tipo 1 son la inanición, la hibernación y la enfermedad crítica. Cabe destacar que las consecuencias potencialmente mortales de una enfermedad crítica pueden ser tanto causas como consecuencias de la carga alostática.

La carga alostática de tipo 2 resulta de un consumo de energía suficiente o incluso excesivo acompañado de conflicto social u otros tipos de disfunción social. Esto último es lo que ocurre en la sociedad humana y en ciertas situaciones que afectan a los animales en cautiverio. En todos los casos, la secreción de glucocorticosteroides y la actividad de otros mediadores de la alostasis, como el sistema nervioso autónomo, los neurotransmisores del SNC y las citocinas inflamatorias, aumentan y disminuyen con la carga alostática. Si la carga alostática es crónicamente alta, pueden desarrollarse patologías. La sobrecarga alostática tipo 2 no desencadena una respuesta de escape y sólo puede contrarrestarse mediante el aprendizaje y cambios en la estructura social.

  Si bien ambos tipos de carga alostática se asocian con una mayor liberación de cortisol y catecolaminas, afectan de manera diferencial la homeostasis tiroidea: las concentraciones de la hormona tiroidea triyodotironina disminuyen en la alostasis tipo 1, pero aumentan en la alostasis tipo 2.  Esto puede ser resultado de una interacción de la carga alostática tipo 2 con el punto de ajuste de la función tiroidea.
Situaciones especiales pueden implicar una combinación de carga alostática tanto de tipo 1 como de tipo 2. Los ejemplos incluyen el ejercicio agotador y la adaptación a las condiciones antárticas.

## Medición
La carga alostática generalmente se mide a través de un índice compuesto de indicadores de tensión acumulada en varios órganos y tejidos, principalmente biomarcadores asociados con los sistemas neuroendocrino, cardiovascular, inmunológico y metabólico.
Los índices de carga alostática varían según los estudios y con frecuencia se evalúan de manera diferente, utilizando distintos biomarcadores y distintos métodos para ensamblar un índice de carga alostática. La carga alostática no es exclusiva de los humanos y puede utilizarse para evaluar los efectos fisiológicos del estrés crónico o frecuente también en primates no humanos. La medida de carga alostática acumulada en ratas (rat cumulative allostatic load measure: rCALM) es un marcador de carga alostática en roedores.
En el sistema neuro-endocrino, el aumento o los niveles repetidos de estrés resultan en niveles cerebrales elevados de la hormona CRH, que desencadena la activación del escalón endócrino siguiente el eje hipotalámico-hipofisario-adrenal (HHS) con secreción hipofisaria de hormona ACTH con efecto en el siguiente escalón la suprarrenal.
El HHS es el sistema central de respuesta al estrés responsable de la modificación de las respuestas inflamatorias en todo el cuerpo. 
Los niveles de estrés prolongados pueden provocar una disminución de los niveles de cortisol por la mañana y un aumento de los niveles por la tarde, lo que genera una mayor producción diaria de cortisol que a largo plazo aumenta los niveles de azúcar en la sangre.
En el sistema nervioso, las anomalías estructurales y funcionales son resultado del estrés crónico prolongado. El aumento de los niveles de estrés provoca un acortamiento de las dendritas en las neuronas. Por lo tanto, el acortamiento de las dendritas provoca una disminución de la atención.  El estrés crónico también provoca una mayor respuesta del sistema nervioso al miedo a lo no aprendido y al condicionamiento del miedo.
En el sistema inmune, el aumento de los niveles de estrés crónico resulta en la elevación de la inflamación. El aumento de los niveles de inflamación es causado por la activación continua del sistema nervioso simpático. El deterioro de la inmunidad adquirida mediada por células también es un factor que afecta al sistema inmunológico debido al estrés crónico.
El paquete R pscore  proporciona funciones para el cálculo simplificado y automatizado y la evaluación estadística de los componentes fisiológicos de la puntuación de síntomas del síndrome metabólico (MSSS) y la carga alostática.

## Relación con la alostasis y la homeostasis
La mayor contribución a la carga alostática es el efecto del estrés en el cerebro. La alostasis es el sistema que ayuda a lograr la homeostasis.  La homeostasis es la regulación de los procesos fisiológicos, mediante los cuales los sistemas del cuerpo responden al estado del cuerpo y al entorno externo.  La relación entre la alostasis y la carga alostática es el concepto de  anticipación. La anticipación puede impulsar la producción de los mediadores. Los ejemplos de mediadores incluyen las neurohormonas y el cortisol. El exceso de estos mediadores provocará un aumento de la carga alostática, lo que contribuirá a la ansiedad y la anticipación.
La alostasis y la carga alostática están relacionadas con la dimensión de las conductas que promueven y dañan la salud, como por ejemplo el tabaquismo, el consumo de alcohol, la mala alimentación y la inactividad física. 
Tres procesos fisiológicos provocan un aumento de la carga alostática:
- Estrés frecuente: la magnitud y frecuencia de la respuesta al estrés es lo que determina el nivel de carga alostática que afecta al cuerpo.
- Apagado fallido: incapacidad del cuerpo para apagarse cuando el estrés se acelera y los niveles en el cuerpo exceden los niveles normales, por ejemplo, presión arterial elevada.
- Respuesta inadecuada: la incapacidad de los sistemas del cuerpo para responder a un desafío, por ejemplo, niveles excesivos de inflamación debido a respuestas endógenas de glucocorticoides inadecuadas.

La importancia de la homeostasis es regular los niveles de estrés que encuentra el cuerpo para reducir la carga alostática.
La alostasis disfuncional hace que la carga alostática aumente, lo que puede, con el tiempo, provocar una enfermedad, a veces con una descompensación del problema controlada por la alostasis. Los efectos de la carga alostática se pueden medir en el cuerpo. Al tabularse en forma de índices de carga alostática utilizando métodos analíticos sofisticados, da una indicación de los efectos acumulativos a lo largo de la vida de todos los tipos de estrés en el cuerpo.

## Causas de la carga alostática
La carga alostática tipo 1 representa la respuesta adaptativa a una falta absoluta de energía, glutatión y varios macronutrientes. También incluye respuestas predictivas (por ejemplo, hibernación, infección y depresión).[cita requerida]
La carga alostática de tipo 2 resulta de un desajuste esperado entre la demanda y la oferta de energía. Se desencadena por factores estresantes psicosociales, como un nivel socioeconómico bajo, eventos importantes de la vida y factores estresantes ambientales. Esta asociación explica el mayor riesgo de enfermedades cardiovasculares y enfermedades crónicas como la obesidad, la diabetes, la hipertensión y los trastornos psicóticos en sujetos expuestos a traumas psicosociales, desventajas sociales y discriminación. Los mecanismos socioculturales tienden a aumentar esta relación al perpetuar la disparidad incluso en la calidad de la atención sanitaria, que tiende a ser inferior en los estratos de población socialmente desfavorecidos.
Cuando la acumulación de experiencias estresantes conduce a una exposición crónica a fluctuaciones en las respuestas neuronales o neuroendocrinas que superan la capacidad de afrontamiento del individuo, el resultado se considera una carga alostática. Los factores que provocan carga alostática incluyen los siguientes: excitación fisiológica continua debido al estrés crónico, mecanismos de afrontamiento inadecuados, respuesta al estrés que continúa después de la finalización de un factor estresante y una respuesta alostática insuficiente a un factor estresante.  Una respuesta alostática típica es iniciada por un factor estresante y continúa mientras dura dicho factor, hasta que se desactiva cuando este termina. La carga alostática es la acumulación de factores estresantes y respuestas desadaptativas que pueden resultar en un estado extremo, donde la respuesta al estrés no termina.
Se ha demostrado que el impacto a largo plazo de la adversidad infantil (por ejemplo, abuso, negligencia) tiene efectos duraderos, incluido el mayor riesgo de carga alostática en la edad adulta.  Independientemente del tipo, se ha encontrado una asociación entre la discriminación y la carga alostática en la edad adulta.  Las conductas de riesgo para la salud, como los malos hábitos alimentarios y la obesidad, la inactividad física, el consumo de sustancias y la falta de sueño también se consideran factores de riesgo de carga alostática.
La activación prolongada del eje HPA, así como del sistema nervioso autónomo, puede tener consecuencias negativas en la salud biológica. De manera similar, cuando la remodelación estructural (por ejemplo, los procesos celulares y moleculares desde el núcleo de una célula hasta la superficie de una célula) de la arquitectura neuronal, que es un resultado clave del estrés, continúa más allá de la terminación de un factor estresante, el cuerpo ya no mantiene un estado de homeostasis y la respuesta prolongada al estrés tiene implicaciones negativas. El cuerpo humano se regula a sí mismo para mantener un estado de homeostasis mediante el uso de mecanismos alostáticos, pero cuando hay respuestas de estrés prolongadas que continúan más allá de la duración de la terminación del factor estresante, esto conduce al fallo de estos sistemas.

## Implicaciones de la carga alostática en la salud
El aumento de la carga alostática constituye un riesgo importante para la salud. Varios estudios documentaron una fuerte asociación entre la carga alostática y la incidencia de enfermedad cardíaca coronaria,  con marcadores sustitutos de salud cardiovascular  y con puntos finales duros, incluida la mortalidad por causa específica y por todas las causas. Los mediadores que conectan la carga alostática con la morbilidad y la mortalidad incluyen la función del sistema nervioso autónomo, las citocinas y las hormonas de estrés (por ejemplo, catecolaminas, al cortisol, y las hormonas tiroideas). Las implicaciones biológicas de la carga alostática incluyen impactos tanto en el funcionamiento cognitivo como en el físico, siendo la corteza prefrontal, el hipocampo y la amígdala regiones que pueden verse específicamente afectadas por ella.

## Reducción del riesgo
Para reducir y controlar la carga alostática elevada, una persona debe prestar atención a los factores estructurales (p. ej., el entorno social, el acceso a la atención médica) y conductuales (p. ej., la dieta, la salud física y el tabaquismo, que pueden conducir a enfermedades crónicas).
El nivel socioeconómico bajo afecta la carga alostática y, por lo tanto, centrarse en las causas del bajo nivel socioeconómico puede reducir los niveles de carga alostática. La reducción de la polarización social, la privación material y las exigencias psicológicas sobre la salud ayuda a gestionar la carga alostática.  El apoyo de la comunidad y del entorno social permite gestionar una carga alostática elevada. Además, un estilo de vida saludable que abarque una amplia gama de cambios en el estilo de vida, incluida una alimentación saludable y ejercicio físico regular, puede reducir la carga alostática. La ayuda financiera del gobierno permite a las personas ganar control y mejorar su salud psicológica. Mejorar las desigualdades en salud disminuye los niveles de estrés y mejora la salud al reducir la alta carga alostática en el cuerpo.
Las intervenciones pueden incluir fomentar la calidad y cantidad del sueño, el apoyo social, la autoestima y el bienestar, mejorar la dieta, evitar el consumo de alcohol o drogas y participar en actividad física. Proporcionar entornos más limpios y seguros y el incentivo hacia una educación superior reducirán las posibilidades de estrés y mejorarán significativamente la salud mental, reduciendo así la aparición de una alta carga alostática.
La carga alostática difiere según el sexo, la edad y el estatus social de un individuo. Se podrían implementar factores protectores en distintos momentos de la vida de un individuo para reducir el estrés y, a largo plazo, eliminar la aparición de carga alostática. Los factores protectores incluyen el vínculo parental, la educación, el apoyo social, lugares de trabajo saludables, un sentido de significado hacia la vida y las decisiones que se toman, y sentimientos positivos en general.